# Бейнбридж, Джон
Джон Бейнбридж (англ. John Bainbridge; 1582—1643) — английский астроном и математик.

## Биография
Родился в Эшби-де-ла-Зауч, графство Лестершир, в семье Роберта Бейнбриджа и Анны (в девичестве Эверард). Окончил школу в Эшби-де-ла-Зауч, после чего поступил в Эммануил-колледж Кембриджcкого университета. После обучения в Кембридже вернулся в Эшби, где в течение нескольких лет работал врачом, преподавал в школе и изучал астрономию. В 1618 году Бейнбридж переехал в Лондон, где был принят в сообщество врачей, а также произвёл впечатление в сообществе астрономов своей публикацией о комете 1618 года.
Будучи по своим религиозным взглядам пуританином, в 1618 году Бейнбридж стал членом группы учёных-единомышленников, известной как «Грешемский кружок» (англ. Gresham Circle). В 1619 году известный учёный и филантроп сэр Генри Савиль, учредивший на свои средства в Оксфордском университете должности профессоров астрономии и геометрии, избрал Бейнбриджа первым Савильским профессором астрономии. Бейнбридж стал преподавателем Мёртон-колледжа и Линакровским лектором. Среди учеников Бейнбриджа в Оксфорде был Джон Уилкинс, впоследствии — один из основателей Лондонского королевского общества, среди коллег — астролог Кристофер Хейдон и математик и астроном Джон Гривз, ставший преемником Бейнбриджа в должности Савильского профессора астрономии.
Творческое наследие Бейнбриджа включает публикации An Astronomical Description of the late Comet (1619), Canicularia (1648), а также перевод труда De Sphaera Прокла Диадоха и De Planetarum Hypothesibus Птолемея (1620). Несколько рукописных работ Бейнбриджа находятся в библиотеке Тринити-колледжа в Дублине.
Джон Бейнбридж умер в Оксфорде 3 ноября 1643 года..